# 古琴台
古琴台（こきんだい、中: 古琴台、拼音: Gǔqín tái）は、中国の湖北省武漢市漢陽区にある中国十大古琴曲の一つ「高山流水」の舞台とされる場所。武漢で黄鶴楼、晴川閣とともに“三楚聖境”とされる古跡名所。月湖の東岸、亀山の西麓にある。
中国の戦国時代に編纂された書物『呂氏春秋』本味篇や『列子』湯問篇に記された、伯牙と子期の次のような逸話の舞台が、ここ古琴台とされる。『呂氏春秋』本味篇の原文（古文）と日本語意訳は次のようなものである。
凡賢人之德，有以知之也。伯牙鼓琴，鍾子期聽之。方鼓琴而志在太山；鍾子期曰「善哉乎鼓琴巍巍乎若太山。」少選之間，而志在流水；鍾子期又曰「善哉乎鼓琴，湯湯乎若流水。」鍾子期死，伯牙終身不復鼓琴，以為世無足復為鼓琴者。
伯牙は古琴の名人で、鍾子期はその良い聴き手だった。伯牙が高い山に登る気持ちで琴を弾くと、鍾子期は「すばらしい、まるで険しい泰山のようだ」と言い、伯牙が川の流れを思い浮かべて弾くと、鍾子期は「すばらしい、まるで広大な長江か黄河のようだ」と言った。鍾子期が死ぬと、伯牙は琴を弾くに値する人がいなくなったと思い、琴を壊して絃を絶ち、生涯琴を弾かなかったという
琴台公園の北側には、武漢琴台音楽庁と武漢琴台大劇院がある。

## 公園内施設
- 琴台方碑 - 1976年修復されたもの。高さ1.75mで伯牙台とも呼ばれる
- 蝋人形館（蜡像馆）
- 印心石屋

## 交通機関
- 6号線 琴台駅（琴台站）